# 1,2-Diaminopropan
1,2-Diaminopropan (systematický název propan-1,2-diamin) je organická sloučenina se vzorcem CH3CH(NH2)CH2NH2, jedná se o nejjednodušší chirální diamin. Používá se jako bidentátní ligand v koordinační chemii.

## Výroba a příprava
Průmyslově se 1,2-diaminopropan vyrábí aminolýzou 1,2-dichlorpropanu.
CH3CHClCH2Cl + 4 NH3 → CH3CH(NH2)CH2NH2 + 2 NH4Cl
Touto a podobnými reakcemi se z odpadních organochloridů získávají aminy za použití amoniaku.
Racemický 1,2-diaminopropan lze rozdělit na jednotlivé enantiomery přeměnou na příslušné sodné soli kyseliny vinné. Po přečištění jejich diastereomerů lze získat diamin reakcí amonné soli s hydroxidem sodným. K oddělení enantiomerů lze také použít kyselinu N-p-toluensulfonylaspartovou, N-benzensulfonylaspartovou nebo N-benzoylglutamovou.

## Použití
1,2-diaminopropan se používá při výrobě ligandu salpn, používaného v motorových olejích jako aditivum, které zachytává ionty kovů a tím zamezuje jejich katalytickému působení.